# 清水真澄 (漫画家)
清水 真澄（しみず ますみ、6月29日 - ）は、日本の女性漫画家。埼玉県出身。
デビュー作は、「ちゃおDX」（小学館）1989年新年号に発表した『トラブルハートがとまんない!』。
やぶうち優・あらいきよことともに1990年代の「ちゃお」（小学館）を支えた。
代表作は『ちゃーみんぐ』『星空のウェーブ』ほか。

## 作品リスト
単行本収録作品についてはいずれも「ちゃおフラワーコミックス」（小学館）から刊行。
「おひさまの冠」までの単行本収録作品は「コミックパーク」よりオンデマンド刊行されている。

### 連載作品
- ブーケの気持ち　(初連載作品・ちゃお89年8月号～10月号掲載・単行本未収録[1])
- チャンスをちょうだい！　(初単行本化作品・ちゃお90年2月号～11月号連載・全2巻)
- ごきげんなHeart[2]　(ちゃお91年2月号～92年5月号掲載・全4巻)
- ちゃーみんぐ　(ちゃお92年8月号～95年3月号掲載・全7巻)
- 星空のウェーブ (ちゃお95年4月号～97年3月号掲載・全5巻)
- ハートビートにのせて 　(ちゃお97年5月号～98年7月号掲載・全3巻)
- おひさまの冠　(ちゃお98年9月号～99年1月号連載・全1巻 ※真澄のロマンティックストリートシリーズ)
- できるでしょ!  (ちゃお99年4月号～00年1月号連載・全2巻)
- 極上!パラダイス(ちゃお2001年2月号～01年4月号連載・全1巻　※真澄のロマンティックストリートシリーズ2)
- すてきに!ドリームステージ（ちゃお2003年7月号～03年9月号連載[3]・全1巻）

### 読切作品
- トラブルハートがとまんない！　(デビュー作・ちゃおデラックス89年新年号掲載・｢ごきげんなHeart」3巻に収録)
- シュガータイム　(ちゃお89年2月号掲載・「ごきげんなHeart」4巻に収録)
- Twinkle　(ちゃおデラックス90年新年号掲載・「チャンスをちょうだい！」2巻に収録)
- とっておきのヒロイン　(ちゃお91年9月号掲載・「ちゃーみんぐ」7巻に収録)
- Heartは元気？[4]　(ちゃお92年6月号掲載・「ごきげんなHeart」4巻に収録)
- シンデレラ・パーティー　(ちゃおデラックス92年冬休み大増刊号掲載・「ごきげんなHeart」3巻に収録)
- キャンディー♡まじっく　(ちゃおデラックス93年春満開増刊号掲載・「ちゃーみんぐ」7巻に掲載)
- ひみつの楽園　(ちゃおデラックス95年夏休み大増刊号掲載・「星空のウェーブ」2巻に収録)
- 素敵なトラブル (ちゃおデラックス96年春の増刊号掲載・「ハートビートにのせて」3巻に収録)
- Endless Dream	 (ちゃおデラックス96年初秋の増刊号掲載・「ハートビートにのせて」1巻に収録)
- 夢のつづき　(ちゃおデラックス96年冬休み大増刊号掲載・「星空のウェーブ」5に巻収録)
- ラビリンス－記憶の迷宮　(ちゃおデラックス97年夏の大増刊号掲載・「ハートビートにのせて」2巻に収録)
- スパイシーバレンタイン (プチちゃおコミック2000に掲載(ちゃお00年5月号付録) )
- 恋愛ビタミン (ちゃお2001年8月号掲載・全1巻　※真澄のロマンティックストリートシリーズ3)
- スパイシーバレンタイン (プチちゃおコミック2002に掲載(ちゃお02年2月号付録) )
- ベストフレンド (ちゃおホラーコレクション 眠れぬ夜の物語(アンソロジー集)に収録　02年7月発刊)
- ファイティングガール　(03年6月発刊/全1巻　※真澄のロマンティックストリートシリーズ4)